# Бакиров, Азат Маратович
Азат Маратович Бакиров (род. 9 декабря 1990 года, Бишкек) — киргизский спортсмен, выступающий в грэпплинге и джиу-джитсу. Чемпион Киргизии по грэпплингу 2021. Двукратный серебряный призёр чемпионатов мира по пара-джиу-джитсу 2022.

## Биография
Родился 9 декабря 1990 года в Бишкеке. С семи лет занимался дзюдо и боксом. В 2003 году стал бронзовым призёром чемпионата Кыргызской Республики по боксу среди юношей в весовой категории 52 кг. Участник многих республиканских и международных турниров.
В 21 год у него обнаружили саркому и была проведена операция по ампутации левой ноги.
Окончил Киргизский национальный университет имени Жусупа Баласагына по специальности «Юриспруденция». Несколько лет работал юристом в банковской сфере.
С 2020 года занимается грэпплингом и джиу-джитсу под руководством Муртазали Муртазалиева. Соревнуется как среди обычных спортсменов, так и с ограничением по здоровью.
В 2021 году стал чемпионом Киргизии по грэпплингу в категории до 71 кг среди обычных спортсменов.
В июле 2022 года принял участие во Всемирных играх в Бирмингеме в соревнованиях по пара-джиу-джитсу в абсолютной весовой категории.
В ноябре 2022 года стал двукратным серебряным призёром чемпионатов мира JJIF и UAEJJF по пара-джиу-джитсу в категории до 77 кг и классе А-3 в абсолютной весовой категории.
В декабре 2022 года стал победителем международного турнира AJP Tour Kyrgyzstan по джиу-джитсу в разделе NoGi и серебряным призёром в разделе Gi Master-1 среди обычных атлетов в весовой категории до 77 кг.
Женат. Есть дочь (2015 г. р.).